# Effet bêta

Effet bêta.

L'effet bêta (beta movement) est une illusion d'optique décrite pour la première fois par Max Wertheimer en 1912. Elle consiste à voir un déplacement en avant et en arrière lors du visionnement d'une série d'images statiques et identiques, mais séparées d'environ 60 ms.